# بوبي باركس
بوبي باركس (بالإنجليزية: Bobby Parks)‏ مواليد 26 نوفمبر 1961 في غراند جنكشن - الوفاة 30 مارس 2013، كان مدرب كرة سلة أمريكي ولاعب. بدأ مسيرته الاحترافية في سنة 1984. تم اختياره من قبل فريق أتلانتا هوكس خلال الدرافت. درب في الرابطة الفلبينية لكرة السلة. حمل الرقم 22. بلغ طوله 6 قدم 3 بوصة (1.9 م). اعتزل اللعب في 1999.